# Loxophlebia cinctata
Loxophlebia cinctata là một loài bướm đêm thuộc phân họ Arctiinae, họ Erebidae.